# Sayyid Abd ar-Rahman al-Haidari al-Gaibani

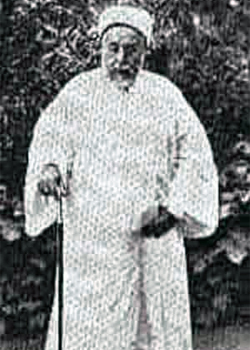
Bild Sayyid Abd ar-Rahman al-Haidari al-Gaibanis um 1910/20

Sayyid Abd ar-Rahman al-Haidari al-Gaibani (arabisch عبد الرحمن الحيدري الكيالي, DMG Sayyid ʿAbd ar-Raḥman al-Qādir al-Dschīlānī) (* 1841 in Bagdad; † 1927 ebenda) war der provisorische Präsident während der Gründung des modernen Irak 1920 bis 1922.

## Leben
Abd ar-Rahman al-Haidari, auch als Scheich Gillani bezeichnet, stammte aus einer bekannten Bagdader Sufi-Familie und war als direkter Nachfahre ʿAbd al-Qādir al-Dschīlānīs deren religiöses Oberhaupt. 1920 nach dem Fall des Osmanischen Reichs wurde er Präsident des Ministerrats des Iraks. Nach dem irakischen Aufstand von 1920/1921 sollte eine haschemitische Monarchie mit König Faisal I. als erstem Herrscher im Irak etabliert werden. Abd ar-Rahman al-Haidari amtierte für eine Übergangszeit als provisorischer Präsident des Irak. Mit dessen neuer Regierung schlossen die Briten 1922 den Ersten anglo-irakischen Vertrag, der Großbritannien für einen festgelegten Zeitraum von 20 Jahren eine Kontrollfunktion in der Verwaltung des Landes zusprach. Abd ar-Rahman al-Haidari lehnte letztlich die Verhandlungsergebnisse ab und trat kurz danach zurück. Faisal wurde als König neues Staatsoberhaupt. Abd ar-Rahman al-Haidari starb 1927 in Bagdad.